# Atypus sternosulcus
Atypus sternosulcus is een spinnensoort in de taxonomische indeling van de mijnspinnen (Atypidae).
Het dier behoort tot het geslacht Atypus. De wetenschappelijke naam van de soort werd voor het eerst geldig gepubliceerd in 2006 door Joo-Pil Kim et al..